# Peer Lorenzen
Peer Lorenzen (født 20. maj 1944 på Frederiksberg) er tidligere højesteretsdommer. Peer Lorenzen var den danske dommer i Den Europæiske Menneskerettighedsdomstol fra den 1. november 1998 til den 1. april 2014 hvor han blev efterfulgt af Jon Fridrik Kjølbro. Den 16. april 1997 blev Lorenzen udnævnt til Kommandør af Dannebrogordenen.

## Karriere
Lorenzen blev uddannet cand.jur. på Aarhus Universitet i 1969. Han var dommer ved Vestre Landsret fra 1982 til 1994 og landsrettens præsident 1992-1994. Herefter blev han udpeget som dommer ved Højesteret. I 1998 blev han udpeget til dommer ved Den Europæiske Menneskerettighedsdomstol, og var fra 2006 til 2011 præsident for én af de fem sektioner ved domstolen.